# Max Erwin von Scheubner-Richter
Ludwig Maximilian Erwin von Scheubner-Richter, född 21 januari 1884 i Riga i dåvarande Kejsardömet Ryssland, död 9 november 1923 i München, var en tysk kemist och diplomat samt förgrundsfigur under Nationalsocialistiska tyska arbetarepartiets (NSDAP) första tid.
von Scheubner-Richter dödades i samband med att han deltog vid Adolf Hitlers sida i Ölkällarkuppen i november 1923.

## Biografi
von Scheubner-Richter var tidig medlem i NSDAP. Han var under första världskriget vicekonsul i Erzurum, som i dag ligger i Turkiet, men då tillhörde Osmanska riket. Han skrev flera rapporter till den tyska ambassaden och till det tyska utrikesministeriet där han beskrev det armeniska folkmordet och armeniernas situation. Hans död vid Ölkällarkuppen gjorde honom till martyr enligt Hitler, som omnämner honom i förordet till sin bok Mein Kampf.
von Scheubner-Richter tillhörde den balttyska kretsen inom de tyska nationalsocialitiska leden som hade gemensamma kopplingar till den tysk-nationalistiska studentföreningen Corps Rubonia vid Rigas tekniska universitet. Andra medlemmar i Corps Rubonia var bland annat Alfred Rosenberg, Arno Schickedanz, Otto von Kursell och Hugo Wittrock.